# Babymetal World Tour 2014
Babymetal World Tour 2014 fue la primera gira mundial de conciertos brindados por la banda Babymetal, que comenzó el 1 de julio de 2014 en París, Francia, y terminó el 4 de septiembre en el Makuhari Messe Event Hall de Chiba, Japón. La gira se anunció el 2 de marzo de 2014, al final de su segundo concierto en la sala Budokan. La fecha en que se anunció el 6 de abril la actuación de Babymetal en el Festival Sonisphere era el 6 de junio, pero la fecha se cambió más adelante al 5 de junio, ya que pasaron del escenario Bohemia al escenario principal Apollo. Otros conciertos que se anunciaron el 7 de mayo fueron los de Francia, Alemania, Inglaterra y Japón. Los espectáculos en París, Francia, y Colonia, Alemania, también sirvieron como las celebraciones de los cumpleaños de Yuimetal y Moametal respectivamente.
Después de su actuación en el Summer Sonic en Chiba el 16 de agosto, se anunció la Babymetal Back to the USA / UK Tour 2014 de noviembre de 2014. Dos días más tarde, se reveló que la actuación en el Reino Unido tendría lugar en el O2 Academy Brixton, Londres, el 8 de noviembre. El 2 de septiembre se anunció que el concierto de EE. UU. tendría lugar en el Hammerstein Ballroom de Nueva York el 4 de noviembre. A 13 de septiembre, Babymetal anunció su último concierto de la gira, que se realizaría en el Saitama Super Arena, en Japón, el 10 de enero de 2015.
Durante esta gira, Babymetal participó como telonero en los cinco conciertos de Lady Gaga en Artrave: The Artpop Ball Tour entre el 30 de julio al 6 de agosto.

## Emisión y grabación
El 30 de agosto, se anunció que el concierto en el Forum el 7 de julio se transmitiría en vivo y diferido a Japón y Taiwán. Un álbum de vídeo en directo de la gira titulado Live in London: Babymetal World Tour 2014 se lanzó en Japón el 20 de mayo de 2015, y en Europa el 30 de octubre de 2015.
WOWOW transmitió el concierto de Babymetal "LEGEND 2015: NEW YEAR FOX FESTIVAL" en el Saitama Super Arena en Japón en marzo de 2015.

## Setlist
1. Babymetal Death
2. Iine! (いいね！)
3. Uki Uki ★ Midnight (ウ・キ・ウ・キ★ミッドナイト
4. Rondo of Nightmare (悪夢の輪舞曲)
5. Onedari Daisakusen (おねだり大作戦)
6. Catch Me If You Can (Catch me if you can)
7. Akatsuki (紅月-アカツキ-)
8. Song 4 (４の歌)
9. Megitsune (メギツネ)
10. Doki Doki ☆ Morning (ド・キ・ド・キ☆モーニング)
11. Gimme Chocolate!! (ギミチョコ！！)
12. Headbanger (ヘドバンギャー！！)
13. Ijime, Dame, Zettai (イジメ、ダメ、ゼッタイ)

## Fechas de la gira
| Europa                   |             |                |                                       |
| 1 de julio de 2014       | París       | Francia        | La Cigale                             |
| 3 de julio de 2014       | Colonia     | Alemania       | Live Music Hall                       |
| 5 de julio de 2014       | Knebworth   | Inglaterra     | Knewworth House (Sonisphere Festival) |
| 7 de julio de 2014       | Londres     | Inglaterra     | The Forum                             |
| Norteamérica             |             |                |                                       |
| 27 de julio de 2014      | Los Ángeles | Estados Unidos | The Fonda Theatre                     |
| 9 de agosto de 2014      | Montreal    | Canadá         | Parc Jean-Drapeau                     |
| Asia                     |             |                |                                       |
| 16 de agosto de 2014     | Chiba       | Japón          | Makuhari Messe                        |
| 17 de agosto de 2014     | Osaka       | Japón          | Maishima Sports Island                |
| 13 de septiembre de 2014 | Chiba       | Japón          | Makuhari Messe                        |
| 14 de septiembre de 2014 | Chiba       | Japón          | Makuhari Messe                        |
| Norteamérica             |             |                |                                       |
| 4 de noviembre de 2014   | Nueva York  | Estados Unidos | Hammerstein Ballroom                  |
| Europa                   |             |                |                                       |
| 8 de noviembre de 2014   | Londres     | Inglaterra     | O2 Academy Brixton                    |
| Asia                     |             |                |                                       |
| 10 de enero de 2015      | Saitama     | Japón          | Saitama Super Arena                   |